# Splash (programa de televisão)
Splash! (em coreano:  스타 다이빙쇼 스플래시; slogan Star Diving Show (em coreano:  스타 다이빙 쇼)) é um reality show sul-coreano produzido por SM C&C e transmitido em 2013 pela MBC, com base no formato Celebrity Splash! criado pela empresa holandesa Eyeworks. O show foi pré-gravado, e após quatro episódios, foi cancelado depois que várias celebridades ficaram feridas.

## Elenco

### Juízes
- Jeong Bo-seok
- Choi Yoon-hee
- Lee In-ae
- Shin Woo-chan

### Competidores
- NS Yoon-G
- Kangin
- Gongchan
- Kwon Ri-se
- Dong Hyun Kim
- Kim Sae-rom
- Kim Young-ho
- Choi Min-ho
- Park Jae-min
- Sam Hammington
- Soyou
- Ivy
- Yang Dong-geun
- Yeo Hong-chul
- Oh Seung-hyun
- 5Zic
- Lee Bong-won
- Lee Hoon
- Im Ho
- Jo Eun-sook
- Choi Soo-rin
- Clara Lee
- Tao Huang
- Hong Seok-cheon
- Hong Yeo-jin